# Капустин, Кирилл Павлович
Кирилл Павлович Капустин (род. 8 февраля 1993, Ярославль) — российский хоккеист, нападающий.

## Биография
Воспитанник ярославского «Локомотива». Начинал играть в сезоне 2009/10 в команде МХЛ «Локо». В сезоне 2011/12 играл за «Локомотив» в ВХЛ. Сезоны 2013/14 — 2015/16 провёл в составе «Локомотива» в КХЛ. В сезоне 2016/17 играл в хабаровском «Амуре». В межсезонье вернулся в «Локомотив» и 4 сентября 2017 года был обменян в тольяттинскую «Ладу». 13 августа 2018 года «Локомотив» в обмен на денежную компенсацию отпустил Капустина в «Сочи». 11 ноября 2019 года в обмен на компенсацию перешёл в «Северсталь» Череповец. 6 мая 2020 года в обмен на компенсацию вернулся в «Сочи», 23 июня контракт был расторгнут по соглашению сторон, на следующий день Капустин подписал контракт с «Северсталью». 6 мая 2021 года подписал двухлетний контракт с челябинским «Трактором». 30 апреля 2023 года покинул клуб. 24 ноября 2024 подписал контракт до конца сезона с «Нефтехимиком».
Бронзовый призёр молодёжного чемпионата мира 2013.